# Kis Domonkos Márk
Kis Domonkos Márk (Budapest, 1986. július 6. –) Jászai Mari-díjas magyar színész, színigazgató.

## Életpályája
Gyermekkorát Vácon töltötte. A helyi Madách Imre Gimnáziumban érettségizett, mellette 12 évig volt a Bartók Béla Zeneiskola tanulója. 2005-2009 között a Színház- és Filmművészeti Egyetem hallgatója operett-musical szakon, Huszti Péter és Kerényi Imre osztályában. 2009-2012-ig a Miskolci Nemzeti Színház tagja. 2012-2020 között a Váci Dunakanyar Színház ügyvezető-igazgatója volt. 2020-tól a Déryné Művészeti Nonprofit Kft. (Déryné Program) igazgatója. A Színház- és Filmművészeti Egyetem tanára.

## Filmjei
- Hacktion: Újratöltve (magyar sorozat, 2014)
- Chilli vagy mango (magyar sorozat, 2013)
- Teher (magyar kisjátékfilm, 2010)
- Papírrepülők (magyar játékfilm, 2009)
- Egyéjszakás (magyar kisjátékfilm, 2009)

## Fontosabb színházi szerepei
- W. Shakespeare: Sok hűhó semmiért (Baltazár), Vígszínház
- Dés-Geszti-Békés: A dzsungel könyve (Vérfarkas, Majom, Ember), Pesti Színház
- Heinrich Böll: Katharina Blum elvesztett tisztessége (Londíner), Pesti Színház
- Érsek Obádovics Mercédesz: Exit (Argon), Sanyi és Aranka Színház
- Thuróczy Katalin: Tímbilding (Lex Harison), Gellért fürdő
- Jean Poiret: Őrült nők ketrece (Laurent), Miskolci Nemzeti Színház
- Lehár Ferenc: A mosoly országa (Gróf Hatfaludy Ferenc huszárfőhadnagy), Miskolci Nemzeti Színház
- Fenyő-Novai-Böhm-Korcsmáros: Hotlel Menthol (Bringa), Miskolci Nemzeti Színház
- Benedek Miklós: Humoristák szövetsége, Miskolci Nemzeti Színház
- Jávori Ferenc, Miklós Tibor, Kállai István, Böhm György: Menyasszonytánc (Bárány András), Miskolci Nemzeti Színház
- Szabó T. Anna: Mézeskalács (Mézes Jancsi), Budaörsi Játékszín
- Neil Simon: Pletykák (Glenn Cooper), Miskolci Nemzeti Színház
- Alain  Boublil, Claude-Michel Schönberg: A nyomorultak (Enjolras), Miskolci Nemzeti Színház
- Rákos Péter, Bornai Tibor: Mumus (Hébehó), Budaörsi Játékszín
- Vajda Katalin: Anconai szerelmesek (Luigi del Soro), Budapesti Kamaraszínház

## Díjai és kitüntetései
- Magyar Bronz Érdemkereszt (2017)[6]
- Jászai Mari-díj (2019)[7]